# カール・ヨハン・マキシモヴィッチ
カール・ヨハン・マキシモヴィッチ（Carl Johann Maximowicz または Karl Johann Maximowicz、マクシモビッチ、マキシモビッチ、マクシモヴィッチとも表記する、1827年 - 1891年）は、19世紀のロシアの植物学者で、専門は被子植物の分類。ペテルブルク帝立科学アカデミー会員。極東アジア地域を現地調査し、生涯の大半をその植物相研究に費やし、数多く新種について学名を命名した。その業績を含め、日本との関わりは大きい。
バルト・ドイツ人で、本名はカール・イワノヴィッチ・マキシモヴィッチ（ロシア語: Карл Ива́нович Максимо́вич）であるが、著作や論文など研究発表はドイツ流のカール・ヨハン・マキシモヴィッチ（Carl Johann Maximowicz）の名を記している。

## 経歴
モスクワ近郊のトゥーラで生を受ける。サンクトペテルブルクのドイツ人学校（die Annenschule）から、今日のエストニアのタルトゥ大学に進学し、1850年までアレクサンダー・フォン・ブンゲ（Alexander von Bunge）に師事した。在学中にブンゲの影響を受け、生涯を東アジアの植物相解明に捧げようと決意する。卒業後に同大学附属植物園の助手を勤めたあと、1852年にはサンクトペテルブルク帝立植物園標本館（現・ロシア科学アカデミーコマロフ植物学研究所）にキュレーターとして異動する。

### 東アジア歴訪
1853年、プチャーチン提督が遣日全権使節として日本に赴くことになり、彼も提督の率いるフリゲート艦ディアナ号に、同じバルト・ドイツ人学者のレオポルド・フォン・シュレンクと共に世界各地の植物相調査のため便乗する。しかし翌年、沿海州のデ・カストリーニに入港した時点でクリミア戦争が勃発し、調査打切りを余儀なくされる。近海をたむろしているイギリス艦船に攻撃される恐れがあったため、軍人らは上海へ引き上げるも、民間人である彼らはその恐れなしと判断して現地に上陸し、以降3年にわたってアムール地方の植物相を調査する。
1857年にサンクトペテルブルクに戻り、2年後の1859年に調査結果を「アムール地方植物誌予報」として学会に提出する。この論文により彼はデミトフ賞を受賞し、同時に科学アカデミーの賛助会員に選出される。

### 来日
同賞で得た賞金で次は満州の植物相を調査しようと考えたマキシモヴィッチは早くもその年に出発するが、満州到着直前に日本の開国を聞きつけ、急遽日本の植物相調査のためウラジオストクから函館へ向かう。
マキシモヴィッチは1860年から1864年2月まで日本に滞在し、精力的に日本の植物相調査を行った。手始めに函館で採集助手として日本人の須川長之助を雇い、およそ1年ほどをそこで過ごし渡島半島の植物相調査を行う。1862年、助手の長之助を伴って横浜を経由し九州へ向かう。途中、偶然にも横浜滞在中に生麦事件に遭遇している。九州では長崎に1年余り滞在し、周辺を調査するとともに長之助を雲仙、阿蘇、霧島などへ遣わした。またこのとき、たまたま日本滞在中であったシーボルトとも長崎で会っている。

### 帰国後
こうして日本、アムール、ウスリー流域など東アジアで収集した植物の研究結果を「日本・満州産新植物の記載」にまとめ、生物学会雑誌、サンクトペテルブルク帝国科学院紀要へ投稿している。
1869年には主任研究員に任命され、1870年には標本館館長に就任する。さらに1871年には科学アカデミーの正会員となる。彼はその後日本の植物相解明に尽力しようと、あれこれ準備までしたのだが、名声が高まるにつれ立場的に南下政策を重視する当時の帝政ロシア政府の意向に従わざるをえなくなり、政府の意に従いタングートやモンゴルを探検したプルジェヴァリスキーらが標本館にもたらした採集品の整理に時間を割かれるようになる。けっきょくこれらを整理した「タングートの植物相」や「アジア産の新植物記載」を上梓できたものの、その直後にインフルエンザがもとで1891年にサンクトペテルブルクにて没し、東アジア植物相の解明は果たせぬまま終わった。

## 業績
マキシモヴィッチはケンペル、ツンベルク、シーボルトと続いた日本の植物相調査研究の流れを引き継ぎ、これを日本人植物学者に引き渡す重要な役割を果たした。シーボルトら3人との大きな違いは、前三者の研究対象があくまで日本国内にとどまっていたのに対し、彼のそれが東アジア全域にわたっていたことであり、それにより初めて朝鮮、中国、満州の植物相と日本の植物相の比較が可能になり、東アジアにおける日本植物相の地理的な位置づけが明確にされた。
マキシモヴィッチが、結果としてシーボルトらの研究を引き継いだことは自身も自覚しており、ロシアへ帰国してアカデミー正会員になった当初にシーボルトやツンベルクの標本、研究資料などの散逸を防ごうとアカデミー名義で積極的にこれらを購入した。中でも著名なのが川原慶賀の描いた日本植物の写生画である。シーボルトの著書『フロラ・ヤポニカ』の挿し絵にも使用され、芸術的価値も高いとされるこの絵は、シーボルトの死後は夫人のヘレーネが所有していたが、それらを夫人と交渉のうえ購入した。またツンベルクが描かせた日本での採集品図譜も入手した。こうした収集品は現在も、ロシアのコマロフ植物学研究所に収蔵されている。

### 命名した植物種
マキシモヴィッチはじつに2,300にわたる東アジア地域の植物を系統的に分類し、命名した。日本を含めた東アジア産植物の学名には命名者が Maxim. とあるものがかなりあるが、そのいずれもが彼が命名した種である。以下はその一例。
- アサノハカエデ ‐ Acer argutum Maxim.
- イタヤカエデ ‐ Acer mono Maxim.
- オニグルミ ‐ Juglans mandshurica Maxim.
  - この種には多数のシノニムがありそのうちの1つ。
- キカラスウリ ‐ Trichosanthes kirilowii Maxim.
- クロビイタヤ ‐ Acer miyabei Maxim.
  - 種小名 miyabei は宮部金吾に対する献名
- クロフネツツジ ‐ Rhododendron schlippenbachii Maxim.
- サクラツツジ - Rhododendron tashiroi Maxim.
  - 種小名 tashiroi は田代安定に対する献名
- ショウキラン ‐ Yoania japonica Maxim.
- ミヤマエンレイソウ ‐ Trillium tschonoskii Maxim.
  - 種小名 tschonoskii は須川長之助に対する献名
- セイタカスズムシソウ ‐ Liparis japonica Maxim.
- チョウセンアサノハカエデ ‐ Acer barbinerve Maxim.
- トンボソウ ‐ Tulotis ussuriensis (Maxim.) Hara
- ナツエビネ ‐ Calanthe reflexa Maxim.
- フモトスミレ - Viola sieboldi Maxim.
  - 種小名 sieboldi はシーボルトに対する献名
- ベニシュスラン ‐ Goodyera macrantha Maxim.
- ホソカエデ ‐ Acer capillipes Maxim.
- ミズチドリ ‐ Platanthera hologlottis Maxim.
- ミネカエデ ‐ Acer tschonoskii Maxim.
  - 種小名 tschonoskii は須川長之助に対する献名
- メギ ‐ Berberis thunbergii Maxim.
  - 種小名 thunbergii はツンベルクに対する献名
- メグスリノキ ‐ Acer nikoense Maxim.
- メコノプシス・プニケア ‐ Meconopsis punicia Maxim.
- 中国産のシオガマ属の1種 ‐ Pedicularis artselaeri Maxim.

### 献名された動植物種
- ウダイカンバ ‐ Betula maximowicziana: Monarch Birch
- オオバサンザシ ‐ Crataegus maximowiczii Schneid.
- キレハハリギリ ‐ Kalopanax pictus var maximowiczii
- コオニユリ ‐ Lilium leichtlinii Hooker f. var. maximowiczii (Regel) Baker
- ドロノキ ‐ Populus maximowiczii: Maximowicz' Poplar
- ヒメバラモミ ‐ Picea maximowiczii: Maximowicz Spruce
- メグスリノキ ‐ Acer maximowiczianum: Nikko maple
  - シノニムの1つ。マキシモヴィッチ自身の命名と彼への献名が同じ種を指す珍例。
- ミヤコジマハマアカザ ‐ Atriplex maximowicziana: Maximowicz's Saltbush
  - 牧野富太郎が命名。
- ハタネズミ属の1種 ‐ Microtus maximowiczii: Maximowicz's Vole

## 日本人との交流
マキシモヴィッチの引き継いだシーボルトからの流れは、明治期の矢田部良吉、松村任三、宮部金吾、伊藤篤太郎といった植物学者にも当然のように知られており、それゆえ日本の植物学においてたいへん重要な人物とみなされていた。草創期の日本の植物学者は、未知種や新種と思われる植物を採集すると真っ先にマキシモヴィッチの元へ標本を送り、その種同定を依頼していた。マキシモヴィッチ自身も豊かな知識と現地調査の経験を生かし、彼らに適切な助言と指導を行い、結果として日本の植物学のレベルは著しく向上することになる。
またロシアに留学した植物学者、田代安定についてはサンクトペテルブルクで会ってその博識に驚き、その場で科学アカデミーの会員に推薦している。

### 牧野富太郎
牧野富太郎も頻繁にマキシモヴィッチに標本を送っていた1人で、彼の場合は東京帝国大学に出入りする以前から標本を送付していた。そうした標本の1つ、マルバマンネングサ Sedum makinoi Maxim. がマキシモヴィッチに新種と認められ、献名まで受けたことを知った牧野の喜びはかなりなものだったと言われている。東大への出入りを許された後、牧野はその素行が問題視され、矢田部や松村の怒りを買って植物学教室を追い出されることになるが、そのとき牧野はロシアに渡りマキシモヴィッチのもとで研究をしようと考え、実行に移しかけた。しかしマキシモヴィッチの急死によりその留学は幻に終わった。

### 須川長之助
マキシモヴィッチが暮らした開国直後の日本では、在日外国人には厳しい移動の制限があり、彼はすぐに1人では十分な植物相調査ができないことを悟った。そのとき彼が目をつけたのは、身の回りや馬の世話などをする下男、須川長之助であった。長之助の丁寧な仕事ぶりや真面目さに感心したマキシモヴィッチは、彼に押し葉標本の製作法など、植物採集の手ほどきを教えた。長之助もまた移動を制約されたマキシモヴィッチの手足となって、函館近郊の羊蹄山や大沼、さらには長之助の故郷、岩手県へ植物標本の採集に出かけた。
上記にあるようにマキチモビッチは本州から九州への調査旅行にも長之助を同行させ、各地の植物を採集させている。このいわば博士と助手の関係は、マキシモヴィッチのロシア帰国後も彼の死まで続き、長之助はマキシモヴィッチの依頼に応えて日本各地の植物を採集して歩き、採集した標本をサンクトペテルブルクのマキシモヴィッチの元へ送った。
長之助は正教会の信徒であり、博士と助手の関係が結果としてマキシモヴィッチの死まで続いたのもそのつながりがあったとされる。マキシモヴィッチの死後長之助は植物採集を止め、その後は農業に専心する。
マキシモヴィッチが須川長之助に献名した植物種は数多くあるが、いずれも学名においてで標準和名には反映されなかったため、後年になって牧野富太郎が長之助が立山で採集し、初めて日本にも分布することが確認されたバラ科の汎存種 Dryas octopetala var. asiatica にチョウノスケソウの標準和名を付けた。

## 著作及び参考文献
1. ↑  Maximowicz, C. J., 1859. Primitiae Florae Amurensis. Mem. Acad. Sci. St. Petersb., vol. 9, 1-504 pp.
2. 1 2  植物をめぐる異国文化の出逢い
3. ↑  Maximowicz, C. J., 1866-1877. Diagnoses breves plantarum novarum Japoniae et Manshuriae, 1-20. Bull. Acad. Sci. St. Petersb., vols. 10-22; also Melanges Biol. Acad. Sci. St. Petersb., vols. 6-9.
4. ↑  Maximowicz, C. J., Flora Tangutica : sive enumeratio plantarum regionis Tangut (AMDO) provinciae Kansu, nec non Tibetiae praesertim orientaliborealis atque tsaidam : ex collectionibus N.M. Przewalski atque G.N. Potanin (1889)
5. ↑  Maximowicz, C. J., 1877-93. Diagnoses plantarum novarum asiaticarum, 1-8. Bull. Acad. Sci. St. Petersb., vols. 23-32; also Melanges Biol. Acad. Sci. St. Petersb., vols. 9-12.
6. ↑  シーボルトの21世紀‐日本植物の研究を競った欧米諸国
7. ↑  IPNI Results for Maxim. International Plant Names Index 2005.
8. 1 2  須川長之助と植物採集

 ウィキメディア・コモンズには、カール・ヨハン・マキシモヴィッチに関するカテゴリがあります。